# Roucheria sipapoensis
Roucheria sipapoensis är en linväxtart som beskrevs av A. Jardim och P.E. Berry. Roucheria sipapoensis ingår i släktet Roucheria och familjen linväxter. Inga underarter finns listade i Catalogue of Life.